# Ntahangwa
Ntahangwa är ett vattendrag i Burundi. Det ligger i den västra delen av landet.
Runt Ntahangwa är det mycket tätbefolkat, med 1 956 invånare per kvadratkilometer.